# Relaciones Cuba-Sudáfrica
Las relaciones Cuba-Sudáfrica son las relaciones exteriores entre Sudáfrica y Cuba. Las relaciones se tensaron durante la era del apartheid.

## Relaciones durante elapartheid
Cuba condenó al gobierno del apartheid en Sudáfrica y exigió la liberación de Nelson Mandela. Las dos naciones lucharon entre sí en la guerra civil de Angola hasta 1988: El gobierno del apartheid de Sudáfrica apoyó a la Unión Nacional nominalmente anticomunista por la Total Independencia de Angola (UNITA) y Cuba apoyó al Movimiento Popular Popular para la Liberación de Angola (MPLA). En 1988, Cuba, Angola y Sudáfrica firmaron los Acuerdos de Nueva York, en términos de los cuales Cuba retiró sus tropas de Angola a cambio de Sudáfrica otorgando la independencia a Namibia.

## Campaña de Sudáfrica contra las sanciones de Estados Unidos a Cuba
En julio de 2014, el Congreso Nacional Africano prometió a Sudáfrica ayudar a Cuba a combatir las sanciones estadounidenses.

## Intercambio médico
Sudáfrica sufre una escasez de médicos y desde 1996 Sudáfrica ha sido beneficiaria del internacionalismo médico cubano. Entre 1996 y 2002, más de 450 médicos y profesores médicos cubanos fueron desplegados en Sudáfrica y alrededor de un centenar de estudiantes sudafricanos al año se capacitan en Cuba antes de terminar sus estudios en Sudáfrica.
Ambos aspectos del programa han sido criticados por la falta de correspondencia entre las habilidades necesarias y enseñadas en Cuba y en Sudáfrica, la incapacidad de los médicos cubanos de hablar idiomas locales y el hecho de que los estudiantes de medicina en Cuba deben pasar un año aprendiendo español y Volver sabiendo la terminología médica sólo en español. En 2013, 187 estudiantes de 1200 en Cuba se declararon en huelga por estipendios más altos y más variedad en comidas.

## Lectura externas
- Cuba (Republic of), Department of International Relations and Cooperation: Republic of South Africa, archivado desde el original el 6 de marzo de 2014.

- Datos: Q15949037
- Multimedia: Relations of Cuba and South Africa / Q15949037